# Ben Selvin
Benjamin B. Selvin (* 5. März 1898 in New York City; † 15. Juli 1980 in Manhasset/New York) war ein Bandleader der Tin-Pan-Alley-Periode und gehört zu den produktivsten englischsprachigen Plattenkünstlern.

## Werdegang

Selvin’s Novelty Orchestra – I’m Forever Blowing Bubbles

Ben Selvin war der Sohn russisch-jüdischer Emigranten. Im Alter von sieben Jahren begann er mit Geigenspiel in Charles Stricklands Orchester, hatte seinen ersten Auftritt 1913 am Broadway, im September 1917 führte er ein eigenes Orchester. Seinen ersten Plattenvertrag unterschrieb er bei Victor Records im Juli 1919, wo die erste Plattenaufnahme mit Selvin’s Novelty Orchestra am 31. Juli 1919 mit dem Titel I’m Forever Blowing Bubbles entstand, die nach Veröffentlichung im August 1919 gleich zum Erfolg wurde und für vier Wochen den ersten Rang der Hitparade belegte. Im selben Aufnahmetermin entstanden noch Mandy / Novelty One Step, die einen fünften Rang erreichte.

Ben Selvin’s Novelty Orchestra – Dardanella

Bereits die dritte Single Dardanella, aufgenommen am 20. November 1919 und geschrieben von Fred Fisher/Felix Bernard/Johnny S. Black, gehört zu den Erfolgsrekorden der noch jungen Plattenindustrie. Sie verharrte nach Veröffentlichung im Februar 1920 für 13 Wochen auf dem ersten Rang, hatte bereits nach kurzer Zeit drei Millionen Singles umgesetzt und erreichte schließlich einen Gesamtumsatz von 6,5 Millionen Platten nebst 2 Millionen Notenblättern, arrangiert von Arthur Lange. Es war Selvins größter Plattenerfolg im Stile synkopierter Tanzmusik, wie er sie künftig pflegen wird. Der Plattenumsatz von Dardanella blieb umsatzmäßig bis Bill Haleys Rock Around the Clock im Jahr 1955 unübertroffen.

## Viele Plattenfirmen
Selvins Platten erschienen ab 1920 nicht nur bei Victor, sondern auch bei Okeh Records, Paramount Records oder Brunswick Records; durchschlagende Erfolge waren nicht dabei. Im Juni 1921 unterschrieb er einen Plattenvertrag mit Vocalion Records. Seine erste Platte für das neue Label war kein Instrumentaltitel, sondern das von Irving Kaufman gesungene und im Mai 1923 aufgenommene Yes! We Have No Bananas, veröffentlicht im Juni 1923. Die Coverversion von Selvin belegte für zwei Wochen Rang eins der Charts, das Original des Great White Way Orchestra vom 26. April 1923 drang lediglich bis auf Platz 3 vor. In der Folgezeit arrangierte Selvin auch Vokalaufnahmen, bei denen insbesondere Ruth Etting und Annette Hanshaw sangen.

## Columbia Records
Am 1. September 1924 endete sein Plattenvertrag mit Vocalion. Selvin wechselte zu Columbia Records, die ihm im November 1927 einen Dreijahresvertrag anboten. Bei Columbia feierte er wieder Tophits wie Oh, How I Miss You Tonight (aufgenommen am 11. April 1925; drei Wochen Rang eins), Manhattan (15. Juli 1925; vier Wochen) und Blue Skies (15. Januar 1927; zwei Wochen). Erst am 3. Februar 1930 wird mit Happy Days Are Here Again ein neuer Tophit aufgenommen, der für zwei Wochen auf dem ersten Hitparadenplatz verweilt, gefolgt von When It’s Springtime in the Rockies (15. Mai 1930), das sich drei Wochen auf dem Spitzenplatz halten kann. Bereits bis November 1927 hatte Selvins Orchester, teilweise unter verschiedenen Namen, über 3.000 Titel für die verschiedenen Plattenlabels aufgenommen. Columbia veröffentlichte noch Platten mit Selvin bis August 1934, konnte jedoch keinen Tophit mit dem Orchester mehr verbuchen.
Sein Orchester unterlag einer hohen personellen Fluktuation; im Jahr 1929 bestand es aus Manny Klein und Leo McConville (Trompete), Tommy Dorsey (Posaune), Larry Abbott und Louis Martin (Klarinette oder Altsaxophon), Joe Dubin (Tenorsaxophon), Larry Murphy oder Rube Bloom (Piano), John Cali (Banjo), Hank Stern (Tuba) und Stan King (Schlagzeug). Jack Teagarden (Posaune) und Jimmy Dorsey spielten ab 1930, auch spätere Jazzgrößen wie Benny Goodman (1931), Red Nichols oder Bunny Berigan spielten abwechselnd in Selvins Orchester.

## Ende der Plattenkarriere
Seit 1927 war Selvin neben seinem Hauptberuf als Orchesterleiter und Arrangeur auch als A&R-Direktor für Columbia Records bis 1934 tätig. Bereits 1935 leitete er die ersten Musiksendungen der Firma Muzak (diese produzierte Hintergrundmusik für Kaufhäuser) und blieb dort zehn Jahre lang. Im Juni 1945 wechselt er als A&R-Mitleiter zu den neu gegründeten Majestic Records, um bereits im September 1945 wieder als A&R-Direktor bei Columbia Records aufzutauchen. Hier überwachte er Aufnahmesessions von Frank Sinatra oder Doris Day. Beim Musikverlag Southern Music arbeitet er im März 1951 als General Professional Manager und bleibt bis Januar 1952, danach wechselt er als A&R-Chef zu RCA. Im Oktober 1955 wird er dort Programmdirektor und bleibt bis zu seiner Pensionierung im Jahr 1963. Am 14. März 1963 erhält er zu seiner Verabschiedung von RCA eine nachträgliche Goldene Schallplatte für Dardanella, weil es im Jahr des Erfolges diese Auszeichnung noch nicht gab.
Die sich in die Musikbranche diversifizierende 3M Company holt noch im Jahr 1963 Selvin als Musikberater, wie das Billboard-Magazin schreibt. Nach seiner Beratungstätigkeit für die 3M Company starb er im Alter von 82 Jahren an Herzinfarkt.

## Statistik
Es wird geschätzt, dass Selvin insgesamt über 9.000 Titel eingespielt hat, das Guinness Book of Records geht sogar von 13.000 bis 20.000 Songs aus. Die Quantifizierung fällt schwer, weil er für mindestens neun Plattenfirmen aufgenommen hat und dabei mindestens 39 Künstlernamen verwendete. Darunter befanden sich neben seinem Hauptnamen Ben Selvin and His Orchestra auch Selvin’s Dance Orchestra, Selvin’s Novelty Orchestra, Ariel Dance Orchestra, Frank Auburn and His Orchestra, Bar Harbor Society Orchestra, The Broadway Nitelites, Broadway Syncopators, The Knickerbockers oder Buddy Campbell and His Orchestra für Harmony Records.